# Лысые вороны
Лысые вороны (лат. Picathartes) — род воробьиных птиц монотипического семейства Picathartidae. Включает 2 вида.
Оба вида живут в тропических лесах Западной и Центральной Африки. Западная лысая ворона от Гвинеи и Сьерра-Леоне до Того. Восточная лысая ворона распространена от южного Камеруна до северной Нигерии. В Гане восточная лысая ворона находится под охраной, так как популяция резко сократилась из-за вырубки леса, ловли птиц для зоопарков или коллекционеров.
У птиц длинные хвосты, чёрный клюв, сильные длинные ноги и ступни, и они относительно крупные — от 38 до 40 сантиметров. Оперение западной лысой вороны сверху тёмное или светло-серое; белое на нижней стороне. Голова голая и жёлтая. Характерны два чёрных пятна на каждой стороне задней части головы. У восточной лысой вороны верхнее оперение от тёмного до светло-серого; нижняя сторона белая. Голова голая, спереди светло-синего цвета, а сзади — малинового цвета. Также у восточной лысой вороны имеются чёрные пятна на каждой стороне затылка.
Лысые вороны питаются насекомыми, моллюсками и другими беспозвоночными, которых они ловят прыгая по пологу леса. Иногда они также едят лягушек и мышей. Во время охоты они совершают прыжки без помощи крыльев до метра высотой. Часто они следуют за кочевыми муравьями и поедают вспуганных ими насекомых.
Птицы гнездятся в колониях. Чашеобразные гнёзда строят из глины или грязи и прикрепляют к стенам скальных пещер или склонам скал. Внутри гнездо выложено растительными волокнами и травами. В кладке два яйца, насиживание которых длится в течение 20—22 дней.